# PSR J0737-3039
PSR J0737-3039 là hệ hai pulsar quay quanh nhau duy nhất được biết cho tới nay, hệ này chứa hai sao neutron phát ra sóng điện từ trong bước sóng vô tuyến trong hệ đôi tương đối tính. Hai pulsar có ký hiệu lần lượt là PSR J0737-3039A và PSR J0737-3039B. Hệ sao xung đôi được phát hiện vào năm 2003 tại Đài quan sát Parkes ở Australia do một đội các nhà thiên văn quốc tế đứng đầu bởi Marta Burgay trong một cuộc khảo sát các sao xung nằm trong vĩ độ cao.